# Trend Micro
Trend Micro este o companie producătoare de software de securitate, în special antiviruși pentru calculator. Compania a fost înființată în anul 1988 în California și are, în prezent, sediul în Tokyo.
Număr de angajați în 2009: 3.000

## Vezi și
- Listă de companii dezvoltatoare de produse software antivirus comerciale